# 946年
| 千纪： | 1千纪 |
| 世纪： | 9世纪 \| 10世纪 \| 11世纪 |
| 年代： | 910年代 \| 920年代 \| 930年代 \| 940年代 \| 950年代 \| 960年代 \| 970年代                                                                          |
| 年份： | 941年 \| 942年 \| 943年 \| 944年 \| 945年 \| 946年 \| 947年 \| 948年 \| 949年 \| 950年 \| 951年                                                    |
| 纪年： | 丙午年（马年）；于阗同慶三十五年；契丹会同九年；南汉乾和四年；后蜀广政九年；后晋（吴越、荆南、马楚）开运三年；南唐保大四年；大理至治元年；日本天慶九年 |

## 大事记
- 泉州都指挥使留從效罷黜泉州刺史、原閩國宗室王繼勳，并在泉州之战中击败李仁达军；南唐封留从效为泉州刺史。
- 长白山喷发。

## 逝世
- 耶律德光，遼朝/遼朝第二任皇帝
- 桑維翰，五代後晉時大臣，官至宰相。